# Anna Tomaszewicz-Dobrska
Anna Tomaszewicz-Dobrska (1854–1918) là nữ bác sĩ thứ hai trong lịch sử Ba Lan, và là nữ bác sĩ đầu tiên thực hành y học tại lãnh thổ Ba Lan. Bà có bằng y khoa vào năm 1877 tại Zurich.
Trong năm học thứ năm ở Zurich, bà làm trợ lý cho Giáo sư Edward Hitzig (một nhà thần kinh học và bác sĩ tâm thần người Đức) tại Viên nghiên cứu bệnh tâm thần.
Sau khi có bằng y khoa, bà làm việc ở Berlin và Viên nghiên cứu bệnh tâm thần trong một thời gian ngắn. Tuy nhiên, dưới thân phân là phụ nữ, bà không thể vượt qua kỳ thi để có chứng chỉ hành nghề y ở Ba Lan, và bà đã bị từ chối trở thành thành viên của Hiệp hội Y học Ba Lan.
Anna Tomaszewicz-Dobrska chuyển đến St. Petersburg vượt qua kỳ thi hành nghề ở đây, đồng nghĩa với việc bà được phép hành nghề phụ khoa và nhi khoa ở Vương quốc Ba Lan và Nga. Năm 1882, một vụ dịch nhiễm trùng trẻ sơ sinh bùng phát ở Warszawa, chính quyền lập ra một số trại tạm trú dành cho thai sản. Bà Anna quản lý Nơi tạm trú số 2 (trên phố Prosta) đến đến năm 1911. Năm 1896, bà là người đầu tiên thực hiện mổ lấy thai tại Warszawa.
Bà cũng là một trong những người sáng lập Hội Văn hóa Ba Lan.